# 郵政博物館 (台北市)
郵政博物館とは台湾台北市中正区重慶南路にある中華郵政による郵便および切手に関する博物館である。郵便事業に関する資料が展示されており、世界各国の切手も鑑賞することができる。
1965年設立、1966年12月1日に一般向けに正式オープン。利便性のためとして1984年に現在地に移転した。2015年には開館50周年に合わせ台北郵局の2階に台北北門分館が開設されたほか、2021年12月2日には高雄郵局の2階に高雄分館がオープンした。
1階は郵便局になっており、2階以上が展示室になっている。公式サイト（2015年現在）によれば、2階と3階は郵政の歴史、4階は近世の郵政の歴史、5階は世界各国の切手を展示しており、6階は特別展示用のスペースとなっている。7階は関連書籍その他を集めた図書館である。5階の切手コレクションは世界128か国の切手があるといわれるが、日本の切手は1949年以降のものに限られるともいう。
MRT中正紀念堂駅より徒歩5分。裏通りには切手や古銭を扱う商店が軒を連ねている。